# معلومات النظام (مايكروسوفت ويندوز)
معلومات النظام (msinfo32.exe) هُوَ ملف تعريف نظام [الإنجليزية]
 مُضمن في نظام التَّشغيل مايكروسوفت ويندوز يعرض معلومات تشخيصيَّة عن النظام، واستكشاف الأَخطاء وإصلاحها، يخصُّ ما يتعلَّق بِنظام التشغيل والعتاد والبرامج. يُوفِّر البرنامج أيضًا معلومات مُتقدِّمة عن النظام، وتفاصيل تكوين الإقلاع المُتاحة للمُستخدم القياسي.